# آستور پیاتزولا
آستور پیاتزولا (۱۹۲۱-۱۹۹۲) آهنگساز و نوازنده آرژانتینی موسیقی تانگو بود.
ساخته‌های او که اغلب از موسیقی جاز و کلاسیک تأثیر گرفته بود موسیقی تانگو را دگرگون کرد. پیاتزولا نوازنده چیره‌دست آکاردئون بایان (باندونئون) نیز بود و در اجرای بسیاری از آثار خود این ساز را می‌نواخت.
در آرژانتین به آستور کبیر معروف شده است.